# Irena Półtorak
Irena Półtorak (ur. 17 listopada 1933 w Wildnie, zm. 5 stycznia 2013 w Sosnowcu) – trenerka piłki nożnej kobiet w Polsce, działaczka sportowa, osoba najdłużej pracująca w polskiej reprezentacji piłki nożnej kobiet.

## Życiorys
Uczyła się w Szkole Podstawowej nr 1 w Lipnie. Pracę zarobkową zaczęła po II wojnie światowej w Powiatowej Radzie Związków Zawodowych.
Gdy pracowała w Sosnowieckiej Odlewni Staliwa „SOSTAL”, zainteresowała się sportem. Przy zakładzie działał wielosekcyjny Górniczy Klub Sportowy „Czarni” Sosnowiec, w którym w 1962 zaczęła społecznie działać. Została asystentką dyrektora zakładu Maurycego Wieczorka, który w 1962 lub 1968 zaproponował jej opiekę nad sekcją tenisistów stołowych w klubie. Należała do zarządu klubu. W 1972 została kierowniczką drużyny trampkarzy.
W 1974, gdy należała do Rady Sportu przy Wydziale Kultury Fizycznej w Sosnowcu, w odpowiedzi na anonimowy apel w lokalnej prasie i po zdobyciu przez Polskę III miejsca na Mistrzostwach Świata w Monachium, zorganizowała spotkanie w celu powołania pierwszej żeńskiej drużyny piłki nożnej przy klubie „Czarni”. Spotkanie wzbudziło zainteresowanie blisko 100 kobiet. Powstanie tej drużyny jest uważane za początek futbolu kobiet w Polsce, a Irena Półtorak za matkę piłki nożnej kobiet w Polsce.
Drużyną w Sosnowcu kierowała do 1991. W tym czasie „Czarne”, począwszy od sezonu 1979/80, ośmiokrotnie były mistrzyniami Polski. Ligę wygrały 12 razy, co oznacza, że są najbardziej utytułowaną drużyną w historii kobiecego piłkarstwa w Polsce. Irena Półtorak kierowała młodzieżowymi reprezentacjami U-15 oraz U-17.
Od 1981 Półtorak prowadziła reprezentację Polski w piłce nożnej kobiet. Była kierowniczką polskiej kadry narodowej kobiet w piłce nożnej w 78 oficjalnych meczach. Pracowała też z kadrami młodzieżowymi.
Należała do Wydziału Piłkarstwa Kobiecego. Była przewodniczącą Wydziału Piłki Kobiecej Śląskiego Związku Piłki Nożnej.
Otrzymała m.in. Srebrny Krzyż Zasługi, Złoty Krzyż Zasługi (2004), Złoty Medal za Wybitne Osiągnięcia w Rozwoju Piłki Nożnej oraz Złotą Honorową Odznakę Polskiego Związku Piłki Nożnej. W 2009 jako jedyna kobieta w Polsce otrzymała najwyższe odznaczenie centrali Polskiego Związku Piłki Nożnej – Diamentową Odznakę. W 2011 wygrała konkurs na „Trenerkę Roku” zorganizowany przez Komisję Sportu Kobiet Polskiego Komitetu Olimpijskiego. Zwyciężyła w kategorii „Za całokształt pracy z kobietami”.
Jej mężem był Czesław Półtorak, piłkarz AKS Niwka Sosnowiec.

## Upamiętnienie
W 2013 w Lipnie odsłonięto poświęconą jej tablicę pamiątkową.
W ramach Ogólnopolskiej Olimpiady Młodzieży w piłce nożnej kobiet (traktowana jako mistrzostwa Polski kadr wojewódzkich U-16) odbywa się Turniej Finałowy o puchar jej imienia.
W 2023 jedna z sal budynku PZPN została nazwana jej imieniem. W Sosnowcu jej imię, z inicjatywy Janusza Mincewicza i na wniosek „Czarnych”, nadano jednemu z rond.
W 2024 w Sosnowcu zorganizowano III Memoriał Ireny Półtorak dla reprezentacji U12 dziewcząt Podokręgów Śląskiego ZPN.
Była jedną z 4 osób, spośród których wybrano patrona Liceum Ogólnokształcącego Mistrzostwa Sportowego w Nowinach.